# Zé Roberto
José Roberto da Silva Junior, más conocido como  Zé Roberto, (Ipiranga, Brasil, 6 de julio de 1974) es un exfutbolista brasileño, su último equipo fue el Palmeiras.

## Trayectoria
Zé Roberto debutó en 1994 en la Portuguesa, donde estuvo hasta el año 1997 cuando fue transferido al Real Madrid, donde estuvo durante un corto período, regresando a Brasil al Flamengo en 1998.
Ese mismo año fue transferido al Bayer Leverkusen, club en el que permaneció hasta el 2002 cuando pasó a formar parte del Bayern Múnich, donde demostró sus talentos como volante zurdo. Sin embargo, en 2006 renunció al equipo y criticó su estilo de juego, prediciendo problemas a futuro si no se realizaban cambios urgentes en este.
Zé Roberto jugó desde junio de 2006 hasta fines de mayo de 2007 en el Santos de Brasil, club con el que consiguió el Campeonato Paulista de ese año. En el 2007 fue vuelto a contratar por el Bayern Múnich, y en las negociaciones de verano de 2009 fichó por el Hamburgo, ya que el Bayern Múnich no le quiso renovar su contrato. En el medio de esas dos negocaciones aparece el Nacional uruguayo, a quien legalmente perteneció Zé Roberto sin llegar a debutar. Según el portal Transfermarkt, se traspasó desde el tricolor hacia el club alemán en 4 millones de euros, siendo la séptima transferencia más cara de la historia para un jugador mayor de 34 años.
Tras no llegar a un acuerdo de renovación con el Hamburgo, puesto que solo le ofrecían un año más, mientras que el jugador quería firmar por dos campañas, comenzó la búsqueda de algún equipo al finalizar el contrato en junio. Dejando su registro como extranjero con más partido en la Bundesliga en 336 partido, registro posteriormente superado por Claudio Pizarro.
Finalmente, firma contrato con el Al-Gharafa de Catar.
En mayo de 2012 se anunció su fichaje por Grêmio de Brasil, respetando su contrato con el equipo catarí hasta finales de mayo y siendo presentado el 4 de junio en el equipo de Porto Alegre.

## Selección nacional
Zé Roberto debutó en la Selección de Brasil en 1995 ante Corea del Sur y en la actualidad ha jugado un total de 84 partidos vistiendo la Canarinha. Fue convocado a participar en la Copa Mundial de Fútbol de 1998, jugando el partido de octavos de final ante Chile. También participó en las Copas Américas de 1997 y 1999.
Posteriormente, estuvo algún tiempo alejado de la selección por lo que no participó en la Copa Mundial de Fútbol de 2002. Tras dicho campeonato, Zé Roberto regresó a la Verdeamarelha y participó en la Copa Confederaciones 2005 y en la Copa Mundial de Fútbol de 2006. En dicho torneo, participó en los partidos del Grupo F ante Croacia y Australia, siendo en este último electo como jugador del partido, y en la victoria por 3:0 ante Ghana, donde anotó el último tanto. También participó en la derrota por 1:0 ante Francia.
Su notable participación en dicho torneo le valió ser elegido como el único brasileño del "Equipo de las estrellas" del torneo. Fue tomado en cuenta por el técnico de la selección brasileña Dunga para disputar la Copa América Venezuela 2007 pero este se auto excluyó aduciendo que ya había cumplido su ciclo en esta y porque ya tenía demasiada edad para estar en la selección brasileña.

### Participaciones en Copas del Mundo
| Mundial                        | Sede     | Resultado        |
| ------------------------------ | -------- | ---------------- |
| Copa Mundial de Fútbol de 1998 | Francia  | Subcampeón       |
| Copa Mundial de Fútbol de 2006 | Alemania | Cuartos de final |

## Estadísticas
- Actualizado el 27 de noviembre de 2017.

| Club                        | Temporada     | Liga  | Liga  | Estatales(1) | Estatales(1) | Copas nacionales(2) | Copas nacionales(2) | Torneos internacionales(3) | Torneos internacionales(3) | Total | Total |
| Club                        | Temporada     | Part. | Goles | Part.        | Goles        | Part.               | Goles               | Part.                      | Goles                      | Part. | Goles |
| --------------------------- | ------------- | ----- | ----- | ------------ | ------------ | ------------------- | ------------------- | -------------------------- | -------------------------- | ----- | ----- |
| Portuguesa · Brasil         |               |       |       |              |              |                     |                     |                            |                            |       |       |
| 1994/97                     | 61            | 1     | -     | -            | -            | -                   | -                   | -                          | 61                         | 1     |       |
| Total club                  | 61            | 1     | -     | -            | -            | -                   | -                   | -                          | 61                         | 1     |       |
| Real Madrid · España        |               |       |       |              |              |                     |                     |                            |                            |       |       |
| 1997/98                     | 15            | 0     | -     | -            | 4            | 0                   | 4                   | 1                          | 23                         | 1     |       |
| Total club                  | 15            | 0     | -     | -            | 4            | 0                   | 4                   | 1                          | 23                         | 1     |       |
| Flamengo · Brasil           |               |       |       |              |              |                     |                     |                            |                            |       |       |
| 1998                        | 24            | 0     | -     | -            | -            | -                   | -                   | -                          | 24                         | 0     |       |
| Total club                  | 24            | 0     | -     | -            | -            | -                   | -                   | -                          | 24                         | 0     |       |
| Bayer Leverkusen · Alemania |               |       |       |              |              |                     |                     |                            |                            |       |       |
| 1998/99                     | 32            | 4     | -     | -            | 2            | 0                   | 4                   | 0                          | 38                         | 4     |       |
| 1999/00                     | 27            | 8     | -     | -            | -            | -                   | 3                   | 0                          | 30                         | 8     |       |
| 2000/01                     | 24            | 2     | -     | -            | 1            | 0                   | 7                   | 0                          | 32                         | 2     |       |
| 2001/02                     | 30            | 4     | -     | -            | 5            | 0                   | 15                  | 1                          | 50                         | 5     |       |
| Total club                  | 113           | 18    | -     | -            | 8            | 0                   | 29                  | 1                          | 150                        | 19    |       |
| Santos · Brasil             |               |       |       |              |              |                     |                     |                            |                            |       |       |
| 2006                        | 12            | 2     | -     | -            | -            | -                   | -                   | -                          | 12                         | 2     |       |
| 2007                        | 1             | 0     | -     | -            | -            | -                   | -                   | -                          | 1                          | 0     |       |
| Total club                  | 13            | 2     | -     | -            | -            | -                   | -                   | -                          | 13                         | 2     |       |
| Bayern Múnich · Alemania    | 2002/03       | 31    | 1     | -            | -            | 4                   | 1                   | 7                          | 0                          | 42    | 2     |
| Bayern Múnich · Alemania    | 2003/04       | 30    | 2     | -            | -            | 3                   | 0                   | 7                          | 0                          | 40    | 2     |
| Bayern Múnich · Alemania    | 2004/05       | 22    | 1     | -            | -            | 6                   | 1                   | 8                          | 1                          | 36    | 3     |
| Bayern Múnich · Alemania    | 2005/06       | 27    | 1     | -            | -            | 4                   | 0                   | 8                          | 0                          | 39    | 1     |
| Bayern Múnich · Alemania    | 2007/08       | 30    | 5     | -            | -            | 9                   | 0                   | 10                         | 0                          | 49    | 5     |
| Bayern Múnich · Alemania    | 2008/09       | 29    | 4     | -            | -            | 4                   | 1                   | 9                          | 2                          | 42    | 7     |
| Bayern Múnich · Alemania    | Total club    | 169   | 14    | -            | -            | 30                  | 3                   | 48                         | 3                          | 247   | 20    |
| Hamburgo · Alemania         |               |       |       |              |              |                     |                     |                            |                            |       |       |
| 2009/10                     | 23            | 6     | -     | -            | 2            | 0                   | 14                  | 1                          | 39                         | 7     |       |
| 2010/11                     | 31            | 1     | -     | -            | 2            | 0                   | -                   | -                          | 33                         | 1     |       |
| Total club                  | 54            | 7     | -     | -            | 4            | 0                   | 14                  | 1                          | 72                         | 8     |       |
| Al-Gharafa Catar            |               |       |       |              |              |                     |                     |                            |                            |       |       |
| 2011/12                     | 14            | 1     | -     | -            | -            | -                   | -                   | -                          | 14                         | 1     |       |
| Total club                  | 14            | 1     | -     | -            | -            | -                   | -                   | -                          | 14                         | 1     |       |
| Grêmio · Brasil             |               |       |       |              |              |                     |                     |                            |                            |       |       |
| 2012                        | 29            | 3     | -     | -            | -            | -                   | 4                   | 1                          | 33                         | 4     |       |
| 2013                        | 22            | 3     | 9     | 4            | 1            | 0                   | 9                   | 3                          | 41                         | 10    |       |
| 2014                        | 31            | 0     | 7     | 1            | 1            | 0                   | 5                   | 0                          | 44                         | 1     |       |
| Total club                  | 82            | 6     | 16    | 5            | 2            | 0                   | 18                  | 4                          | 118                        | 15    |       |
| Palmeiras · Brasil          |               |       |       |              |              |                     |                     |                            |                            |       |       |
| 2015                        | 26            | 2     | 14    | 1            | 9            | 4                   | 0                   | 0                          | 49                         | 7     |       |
| 2016                        | 27            | 1     | 9     | 0            | 4            | 1                   | 5                   | 0                          | 45                         | 2     |       |
| 2017                        | 15            | 0     | 11    | 0            | 3            | 0                   | 5                   | 1                          | 34                         | 1     |       |
| Total club                  | 68            | 3     | 34    | 1            | 16           | 5                   | 10                  | 1                          | 128                        | 10    |       |
| Total carrera               | Total carrera | 613   | 52    | 50           | 6            | 64                  | 8                   | 124                        | 11                         | 851   | 77    |

### Campeonatos regionales
| Título              | Club   | País   | Año  |
| ------------------- | ------ | ------ | ---- |
| Campeonato Paulista | Santos | Brasil | 2007 |

## Palmarés

### Torneos nacionales
| Título              | Club              | Año  |
| ------------------- | ----------------- | ---- |
| Campeonato de Liga  | Real Madrid C. F. | 1997 |
| Supercopa           | Real Madrid C. F. | 1997 |
| Campeonato de Liga  | F. C. Bayern      | 2003 |
| Copa                | F. C. Bayern      | 2003 |
| Copa de Liga        | F. C. Bayern      | 2004 |
| Campeonato de Liga  | F. C. Bayern      | 2005 |
| Copa                | F. C. Bayern      | 2005 |
| Campeonato de Liga  | F. C. Bayern      | 2006 |
| Copa                | F. C. Bayern      | 2006 |
| Campeonato Paulista | Santos F. C.      | 2007 |
| Copa de Liga        | F. C. Bayern      | 2007 |
| Campeonato de Liga  | F. C. Bayern      | 2008 |
| Copa                | F. C. Bayern      | 2008 |
| Copa                | Al-Gharafa S. C.  | 2012 |
| Copa                | S. E. Palmeiras   | 2015 |
| Campeonato de Liga  | S. E. Palmeiras   | 2016 |

### Torneos internacionales
| Título               | Equipo *          | Año  |
| -------------------- | ----------------- | ---- |
| Copa América         | Brasil            | 1997 |
| Copa Confederaciones | Brasil            | 1997 |
| Copa América         | Brasil            | 1999 |
| Copa Confederaciones | Brasil            | 2005 |
|                      |                   |      |
| Liga de Campeones    | Real Madrid C. F. | 1998 |

### Distinciones individuales
| Distinción                                                    | Año  |
| ------------------------------------------------------------- | ---- |
| Jugador del partido (Brasil - Australia) de la Copa del Mundo | 2006 |
| Incluido en el Equipo estelar de la Copa del Mundo            | 2006 |